# Atletismo nos Jogos Paralímpicos de Verão de 2016 – Salto em distância feminino
A disputa do salto em distância feminino no atletismo nos Jogos Paralímpicos de Verão de 2016 se iniciaram no primeiro dia da competição, 8 de setembro, em oito diferentes categorias que levam em consideração os diversos níveis.

## Resultados

### T11
O T11 ocorrerá no dia 16 de setembro.

### T12
O T12 ocorrerá no dia 13 de setembro.

### T20
O T20 ocorrerá no dia 15 de setembro.

### T37
O T37 ocorrerá no dia 14 de setembro.

### T38
O T38 ocorreu no dia 11 de setembro.
| Ranking | Atleta                   | 1    | 2    | 3    | 4    | 5    | 6    | Resultado | Notas           |
| ------- | ------------------------ | ---- | ---- | ---- | ---- | ---- | ---- | --------- | --------------- |
| 1       | CHN Chen Junfei          | 4.68 | 4.77 | 4.72 | 4.67 | 4.76 | 3.56 | 4.77      | Recorde pessoal |
| 2       | AUS Taylor Doyle         | x    | 4.17 | 4.62 | 4.50 | 4.06 | 4.42 | 4.62      |                 |
| 3       | POL Anna Trener-Wierciak | 4.53 | x    | 4.39 | 4.16 | 4.43 | x    | 4.53      |                 |
| 4       | LTU Ramune Adomaitiene   | 4.30 | 4.50 | 4.52 | 4.45 | 4.43 | 4.42 | 4.52      |                 |
| 5       | AUS Erin Cleaver         | 4.43 | 4.51 | 4.46 | 4.43 | 4.32 | 4.47 | 4.51      |                 |
| 6       | GER Lindy Ave            | 4.47 | 4.17 | 4.08 | 4.14 | 4.24 | 4.14 | 4.47      | Recorde pessoal |
| 7       | BRA Jenifer Santos       | 4.43 | 4.30 | 4.43 | 4.25 | 4.26 | 4.12 | 4.43      |                 |
| 8       | BRA Verônica Hipólito    | 4.37 | 3.97 | 3.85 | 3.98 | 4.16 | –    | 4.37      |                 |
| 9       | UKR Inna Stryzhak        | x    | 4.20 | 4.34 | –    | –    | –    | 4.34      |                 |
| 10      | GER Nicole Nicoleitzik   | 4.05 | 3.30 | 3.73 | –    | –    | –    | 4.05      |                 |
| 11      | POR Maria Fernandes      | 4.04 | 4.01 | x    | –    | –    | –    | 4.04      |                 |
| 12      | GBR Olivia Breen         | x    | x    | 3.99 | –    | –    | –    | 3.99      |                 |
| 13      | GER Vanessa Braun        | 3.98 | 3.59 | x    | –    | –    | –    | 3.98      | Recorde pessoal |

### T42
O T42 ocorreu no dia 10 de setembro.
| Ranking | Atleta                | 1    | 2    | 3    | 4    | 5    | 6    | Resultado | Notas           |
| ------- | --------------------- | ---- | ---- | ---- | ---- | ---- | ---- | --------- | --------------- |
| 1       | GER Vanessa Low       | 4.76 | 4.88 | 4.93 | 4.90 | x    | 4.43 | 4.93      | Recorde mundial |
| 2       | ITA Martina Caironi   | 4.54 | 4.60 | 4.57 | 4.44 | 4.66 | 4.49 | 4.66      | Recorde pessoal |
| 3       | CUB Malu Perez Iser   | 3.72 | 3.73 | 3.77 | 3.87 | 3.92 | x    | 3.92      |                 |
| 4       | JPN Kaede Maegawa     | x    | 2.89 | 3.50 | 3.68 | x    | 3.45 | 3.68      |                 |
| 5       | BRA Ana Cláudia Lemos | 3.62 | x    | x    | x    | 3.58 | x    | 3.62      |                 |
| 6       | JPN Hitomi Onishi     | 3.46 | 3.32 | 3.58 | 3.53 | 3.50 | 3.18 | 3.58      | Recorde pessoal |
| 7       | GER Jana Schmidt      | 3.52 | x    | 3.47 | 3.51 | 3.53 | x    | 3.53      |                 |
| 8       | USA Lacey Henderson   | 3.32 | x    | 3.19 | 3.19 | 3.29 | 3.33 | 3.33      |                 |
| 9       | BEL Livia de Clercq   | 2.94 | 2.96 | 2.99 | –    | –    | –    | 2.99      |                 |
| 10      | USA Scout Bassett     | x    | x    | 2.94 | –    | –    | –    | 2.94      |                 |

### T44
O T44 ocorreu no dia 9 de setembro. O evento incorpora atletas da T43 e T44.
| Ranking | Atleta                      | 1    | 2    | 3    | 4    | 5    | 6    | Resultado | Notas           |
| ------- | --------------------------- | ---- | ---- | ---- | ---- | ---- | ---- | --------- | --------------- |
| 1       | FRA Marie-Amélie Le Fur     | 5.75 | 5.62 | 5.71 | 5.83 | 5.63 | 5.83 | 5.83      | Recorde mundial |
| 2       | GBR Stefanie Reid           | 5.64 | 5.49 | x    | x    | x    | 5.50 | 5.64      |                 |
| 3       | NED Marlene van Gansewinkel | 5.31 | 5.54 | 5.12 | 5.57 | 4.87 | 5.34 | 5.57      | Recorde pessoal |
| 4       | JPN Maya Nakanishi          | x    | 5.38 | x    | 5.16 | 5.05 | 5.42 | 5.42      |                 |
| 5       | JPN Saki Takakuwa           | x    | 4.67 | 4.66 | x    | 4.63 | 4.95 | 4.95      |                 |
| 6       | AUS Sarah Walsh             | 4.65 | 4.82 | 4.57 | 4.46 | 4.73 | 4.46 | 4.82      |                 |
| 7       | NED Iris Pruysen            | x    | x    | 4.56 | 4.52 | 4.47 | 4.37 | 4.56      |                 |

### T47
O T47 ocorreu no dia 8 de setembro. O evento incorpora atletas da T45, T46 e T47
| Ranking | Atleta                              | 1    | 2    | 3    | 4    | 5    | 6    | Resultado | Notas           |
| ------- | ----------------------------------- | ---- | ---- | ---- | ---- | ---- | ---- | --------- | --------------- |
| 1       | NZL Anna Grimaldi                   | 5.34 | 5.43 | 5.43 | 5.45 | x    | 5.62 | 5.62      | Recorde pessoal |
| 2       | CUB Yunidis Castillo                | 5.38 | 5.59 | –    | 5.50 | x    | 5.56 | 5.59      |                 |
| 3       | AUS Carlee Beattie                  | 5.37 | 5.38 | 5.23 | x    | 5.57 | x    | 5.57      |                 |
| 4       | FRA Angelina Lanza                  | 5.07 | 5.24 | 5.06 | x    | 5.30 | x    | 5.30      | Recorde pessoal |
| 5       | USA Taleah Williams                 | 5.07 | 4.97 | 4.86 | 5.03 | 5.17 | 5.06 | 5.17      |                 |
| 6       | USA Amy Watt                        | 5.15 | x    | 4.74 | 4.97 | 4.88 | 4.99 | 5.15      |                 |
| 7       | GBR Polly Maton                     | 5.10 | 5.01 | 4.86 | 4.64 | 4.93 | 4.83 | 5.10      |                 |
| 8       | POL Katarzyna Piekart               | 4.90 | 5.05 | 5.05 | 4.96 | 4.27 | 4.77 | 5.05      |                 |
| 9       | BRA Sheila Finder                   | 4.95 | 5.00 | 4.99 | –    | –    | –    | 5.00      |                 |
| 10      | GRE Styliani Smaragdi               | 4.87 | 4.84 | 4.83 | –    | –    | –    | 4.87      |                 |
| 11      | ARG Aldana Ibanez                   | x    | 4.46 | 4.60 | –    | –    | –    | 4.60      |                 |
| 12      | SRI Amara Lallwala Palliyagurunnans | x    | 4.09 | x    | –    | –    | –    | 4.09      |                 |

## Medalhistas
País sede destacado
| Ordem | País              | Medalha de ouro | Medalha de prata | Medalha de bronze |    |
| ----- | ----------------- | --------------- | ---------------- | ----------------- | -- |
| 1     | CHN China         | 1               |                  |                   | 1  |
|       | FRA França        | 1               |                  |                   | 1  |
|       | GER Alemanha      | 1               |                  |                   | 1  |
|       | NZL Nova Zelândia | 1               |                  |                   | 1  |
| 5     | AUS Austrália     |                 | 1                | 1                 | 2  |
|       | CUB Cuba          |                 | 1                | 1                 | 2  |
| 7     | ITA Itália        |                 | 1                |                   | 1  |
|       | GBR Grã-Bretanha  |                 | 1                |                   | 1  |
| 9     | POL Polônia       |                 |                  | 1                 | 1  |
|       | NED Países Baixos |                 |                  | 1                 | 1  |
| TOTAL | TOTAL             | 4               | 4                | 4                 | 12 |

Legenda
| Recorde mundial      | Recorde mundial (World record)               |                       | Recorde africano                      | Recorde africano (African) |                                           | Q | Classificado por posição (Qualified) |
| Recorde paralímpico  | Recorde paralímpico (Paralympic record)      | Recorde da América    | Recorde da América (Americas)         | q                          | Classificado por melhor tempo (Qualified) |   |                                      |
| Melhor marca do ano  | Melhor marca do ano (World leading)          | Recorde asiático      | Recorde asiático (Asian)              | DNS                        | Não largou (Did not start)                |   |                                      |
| Recorde nacional     | Recorde nacional (National record)           | Recorde europeu       | Recorde europeu (European)            | DNF                        | Não terminou (Did not finish)             |   |                                      |
| Recorde pessoal      | Recorde pessoal do atleta (Personal best)    | Recorde da Oceania    | Recorde da Oceania (Oceania)          | DSQ / DQ                   | Desclassificado (Disqualified)            |   |                                      |
| Recorde da temporada | Recorde da temporada do atleta (Season best) | Recorde sul-americano | Recorde sul-americano (South America) | NM                         | Sem marca (No mark)                       |   |                                      |